# Câu lạc bộ bóng đá Công an Hà Nội B
Câu lạc bộ bóng đá Công an Hà Nội B (tiếng Anh: Cong An Ha Noi B Football Club), được biết đến nhiều hơn với tên Trẻ Công an Hà Nội là một câu lạc bộ bóng đá tại Việt Nam, hiện thi đấu tại Giải bóng đá hạng Ba Quốc gia. Đây là đội dự bị của Công an Hà Nội.

## Lịch sử
- Công an Hà Nội B được thành lập vào 2023 , với nòng cốt là các cầu thủ trẻ của Câu lạc bộ bóng đá Công an Hà Nội hiện đang chơi ở V.league 1 . Việc được chơi ở Giải bóng đá hạng ba Quốc gia 2023 sẽ giúp các cầu thủ trẻ được cọ sát và lấy kinh nghiệm thi đấu .[1][2]